# Geeta Tripathee
Geeta Tripathee (en népalais : गीता त्रिपाठी), née le 28 juin 1972 à Kharelthok au Népal, est une poétesse, parolière, essayiste, critique littéraire et érudite népalaise. 
Comme écrivaine, Geeta Tripathee est l'autrice de recueils de poésie, de poèmes lyriques et d'ouvrages de critique littéraire. Elle écrit également des articles de presse sur les femmes, l'environnement et l'injustice sociale,,.
Elle est lauréate de la « Médaille d'or Padmakanya 2000 », décernée par le gouvernement du Népal. Elle reçoit aussi le « prix du meilleur parolier » en 2008, décerné par Sanskritik Sansthan, le principal auxiliaire culturel du gouvernement népalais. 

## Jeunesse, formation, enseignement
Geeta Thapaliya est née le 28 juin 1972 à Kharelthok, dans le district de Kavrepalanchok au Népal. Elle est la fille d'un éducateur, Bedraj Thapaliya, et de Ramadevi Thapaliya. Geeta Thapaliya termine ses études secondaires à Kharelthok en 1988 et se rend à Katmandou pour y poursuivre ses études. Geeta Thapaliya rejoint le campus de Padmakanya à Katmandou, et obtient son diplôme en 1993. Elle épouse Yadavraj Tripathee en 1989 à l'époque où elle étudiait au collège de Padmakanya. Geeta Tripathee poursuit ses études, et obtient une maîtrise en littérature népalaise en 1998 avec une médaille d'or pour être la major de sa promotion universitaire. Après avoir terminé sa maîtrise, elle commence à enseigner sur les sujets qu'elle préfère et qu'elle choisit librement, dans différents collèges de l'université Tribhuvan et de l'université Purbanchal. Geeta Tripathee continue sa carrière littéraire pendant ces périodes de collège et par la suite. Par la suite, en 2017, elle obtient un doctorat en littérature népalaise de l'université Tribhuvan.

## Carrière littéraire
Geeta Tripathee est une écrivaine dans différents genres. Elle a écrit deux livres de poésie, un livre de poèmes lyriques, un livre d'essais et plusieurs livres sur la critique littéraire.
Les œuvres de Geeta Tripathee sont traduites dans plusieurs langues comme l'anglais, l'hindi, le japonais et le coréen ; elles sont publiées dans des revues littéraires notables à l'étranger. Geeta Tripathee participe à de nombreux événements littéraires nationaux et internationaux en tant que poétesse, présentatrice et conférencière. Geeta Tripathee participe également à des festivals de littérature sud-asiatique organisés par la Fondation des écrivains et de la littérature de l'ASACR à New Delhi en 2010 et 2017 en tant que représentante de la poésie népalaise,,.

## Œuvres

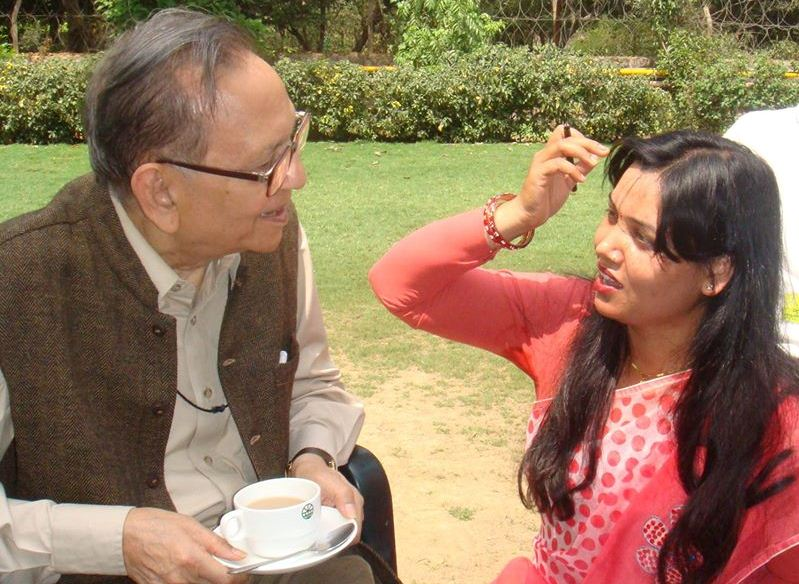
Geeta Tripathee avec le poète indien Kunwar Narayan pendant le SAARC Literature Festival de 2010 à New Delhi.

### Livres
- Thunga Banfulka (2005) (Recueil de poèmes lyriques)[1]
- Dui Haraf Othharu (2008) (Recueil de poèmes lyriques) (co-écrit avec le poète Manjul )
- Nrisamsha Parkhalharu (2009) (Recueil de poèmes lyriques)
- Ma Eklo Ra Udaas Ustai (2014) (Recueil d'essais)
- Simal Ko Geet (2015) (Recueil de poèmes lyriques)
- Drishtibicharan (2009) (Critique littéraire)[4]
- Kriti Bishleshan : Prayogik Aayam (2010) (Critique littéraire)
- Bishwanari Nepali Sahitya : Parampara ra Prabriti (2015) (Critique littéraire)
- Népalais Mahila Lekhan : Prabriti ra Yogdaan (2015) (Critique littéraire)
- Népalais Niyatra : Siddhanta ra Prayog (2017) (Critique littéraire)
- Paryawaran ra Narikendri Samalochana (2018) (Critique littéraire)

### Albums de musique
- Eklai… Eklai (2005)
- Saramsha (2009)

## Récompenses
- Médaille d'or Padmakanya
- Prix du meilleur parolier